# 日本麻雀機構
日本麻雀機構（にほんまーじゃんきこう）は、かつて存在した麻雀の競技団体。

## 概要
2006年に日本プロ麻雀連盟を脱退したプロ雀士が中心となって設立された。理事長は土田浩翔。麻雀のもつ社会性・公共性を意識し、公共の福祉と安寧に寄与することを目的とする。またアマ・プロの共存する集団を目指していたが、2010年6月、土田の体調不良が原因で活動休止が発表された。

## 主な所属雀士
- 土田浩翔
- 古久根英孝
- 手塚紗掬

## THE OPEN 日本麻雀機構杯
2007年より開催されている、同団体の最高峰タイトル。「THE OPEN」の名の通り、プロ雀士以外に一般の麻雀愛好家も参加可能な大会である。
当初は優勝者に豪華旅行（第1回はエイチ・アイ・エス提供の「ファーストクラスで行く、世界一周旅行15日間」、第2回は近畿日本ツーリスト提供の「ビジネスクラスで行く世界一周10日間」）が贈呈されることを売りとしていたが、第3回は豪華旅行は鳴りを潜め「プロとの真剣勝負の場」をメインとするなど、大幅に大会形式が変更された。また第3回では一部地方支部での予選が行われないなどの問題も発生し、後に理事長の土田が公式HP上で謝罪する事態となった。

### 過去の優勝者
- 第1回（2007年） 中嶋幸次[4]
- 第2回（2008年） 新倉矢真飛[5]
- 第3回（2010年） 久米陵平[6]